# 月宫亚由
月宮亞由（日语：月宮あゆ）為Key公司在其所推出成人視覺小說《Kanon》的女主角之一，同時也是唯一一名同時出現在《Kanon》官方所有版本遊戲封面的女主角，而另一名女主角水瀨名雪則只是與亞由一同出現於其中3個版本的遊戲封面上。亞由的造型設計由樋上至負責，而故事內容則是遊戲劇本作者之一的久彌直樹安排。久彌直樹表示亞由是他在《Kanon》所有人物之中把握得最好的角色，但是其過於活潑的性格設定反而使得劇本不太好寫。在最初的设定中，樋上至在亞由的背包上添加了翅膀這一新奇的元素，但久彌直樹以劇情透露為由建議取消翅膀的設計；不過儘管在當時討論之中樋上至对此建議表示認同，但在後來製作遊戲時的重新討論之中樋上決定繼續保留翅膀這一獨特裝飾。
在故事中，作為《Kanon》男主角的相澤佑一在搬家之後遇到了自稱17歲的亞由。随着劇情的發展，佑一發現到亞由不斷努力尋找著一樣她所遺失、但却無論如何也記不起来的東西。兩人時常一同在遊戲虛構的城鎮中到處尋找，却始終没有任何的進展。雖然說亞由表示她與佑一很早之前便已經十分熟識，但是佑一卻遲遲想不起兩人過去一同渡過的回憶。而儘管亞由在故事中称自己與佑一同是17歲的學生，但與其他同年齡的角色相比其外觀仍然年輕了許多。在故事之中亞由還有另一個特點為她經常發出「嗚咕」（うぐぅ）的口頭禪，無論是沮喪、憤怒或者是恐懼等表示負面情緒時她都會無意識的發出这聲音。此外亞由最喜歡的點心是傳統的鯛魚燒，在《Kanon》的遊戲以及動畫之中都有許多她正在吃鯛魚燒的場景。
除了遊戲作品之外，亞由同時也在2部《Kanon》動畫及其它改编作品之中擔任女主角，甚至還曾在在許多同人遊戲之中登场。此外，亞由与《Kanon》裡的另外2名女主角水瀨名雪及澤渡真琴一同友情客串了《AIR》動畫的第2話。在《Kanon》遊戲及京都動畫所製作的動畫中，日語版本的聲優由堀江由衣担当，而英語版本的配音員選擇了布蘭妮·卡博夫斯基，而後者在亞由客串《AIR》時也特別為其配音。亞由在《Kanon》中所使用的角色曲為《日光照耀的街道》（日溜りの街），在遊戲中主要用于亞由出場時的固定的背景旋律，而另一首改編版本的音樂同樣也在京都動畫推出的《Kanon》之中使用。動畫新聞網評論家的塞隆·馬丁（Theron Martin）在觀賞整部動畫後發表一篇評論，提到亞由这个角色「由於其認真到令人感到可愛這點，使一部分觀眾对她十分地喜愛」。

## 設計
參與有關亞由劇情創作的久彌直樹在接受記者採訪時回憶說，當他開始準備編寫《Kanon》劇本的前一天晚上，突然想起自己過去曾寫过一名幽靈女孩不斷等待男主角並與之相會的故事。他表示自己當時無論如何都想要先完成這個故事內容，並馬上就寫出了亞由的劇情大綱以及兩人約定的故事雛形。儘管故事的具體內容架構仍然十分的粗糙，但是亞由與男主角的約定逐漸成為了整個《Kanon》劇情創作的開端。最终久彌陸陸續續為整個故事加入其他的角色，在這一過程中原本亞由的故事也擴寫成為一個具愛情風格的視覺小說劇本。久彌認為在《Kanon》角色中，亞由是他把性質把握得最好的人物，但由於亞由性格在設定上為總是充滿活力的角色，因此在劇本創作方面反而不太好撰寫。久彌在採訪中提到自己更擅長寫那些文静的角色，所以在創作亞由的劇本時反而給了他不少的麻煩。久彌也提到亞由經常發出的「嗚咕」口頭禪並不是一開始便有所設定，而是編寫劇本的時突然想到或許可以另外加上這一元素。
另一方面，亞由的人物設計者樋上至同樣在接受媒體採訪時表示她花了很多精力來設計亞由的外表形象，但也因此亞由是她所有為《Kanon》創造的人物中最喜歡的角色。由於樋上獲准直接按照她的想法來設計亞由的形象，於是她便把亞由設定成一名穿着厚重連帽大衣且性格十分堅強的角色。不過樋上也說，儘管亞由在穿著上或許會讓人感到十分特別，但並非所有的設計都是她自己獨自創作。一些設計是當她創作亞由這角色的過程中逐一增加的，例如當時Key公司總部所在的大阪因為時常舉辦各式各樣的祭典活動，有一次樋上去参加當地舉辦的祭典時看到許多人穿著在背後上附有天使翅膀的衣服。因為覺得這樣的衣服設計十分可愛，樋上後來便決定把翅膀這一形象加入到亞由的人物設計之中。不過當樋上稍後讀完亞由其最终版本的劇本之後，她意識到儘管加入翅膀的想法是一開始並無特意安排的，但该设计仍有可能成為後面劇情的一个伏筆。不久之后久彌向樋上建議說：「既然翅膀有可能會成為劇情透露的要素，那麼我們還是把它給去掉吧。」在這次討論中樋上也贊同將翅膀這一點子刪除。但在不久之後為遊戲角色設定所召開的會議之中，又決定重新為亞由加上翅膀的元素。儘管最初所有的角色從眼睛、外觀到髮色等等都是由樋上本人所設計的，但實際使用的人物設定則一直到整個開發團隊共同討論後才是正式確定，在这段时间製作人員便因應劇情的需要陸續將部分設定做了大幅修改。也因此樋上不得不在自己先前的人物設計以及之後的討論結果中反覆思索，並因應遊戲的實際需求在人物設定上做出部分的改動，不過最後包括亞由、川澄舞和水瀨名雪3名角色在外觀上並没有明顯的改變。

## 特色

亞由在小時候經常爬上其所喜歡的大樹上觀看遠方的風景。

亞由在《Kanon》故事之中是一名奇怪且神秘的小女孩，儘管她和男主角佑一同樣都是17歲，但由於其矮小的身材與天真孩子氣的個性使得佑一在第一次見面時誤以為她比自己的年纪還要來得小。在官方的資料中，亞由的身高只有154公分，体重則僅有41公斤左右，而實際上她也是整個《Kanon》中身高最矮、體重最輕的女主角。亞由的三圍分別為80－72－79公分，和比自己小1歲的美坂栞十分地接近。亞由在故事中第一次登場時身上穿著一件毛衣，並於外面另外套上了厚重的白色連帽大衣。值得注意的是儘管在寒冷的冬天中，亞由也主要是以下半身穿著短褲的裝扮登場，平時在外頭行走則會穿著一雙棕色菱形花纹的長襪和雪地靴。同時亞由也是《Kanon》中唯一一名经常戴上連指手套的角色，不過在故事後半段有時候也會看見亞由脫去大衣或者是手套的模樣。亞由在服飾上的一大特徵是習慣性在自己棕色的短髮上配戴一個红色髮箍，同時她也時常背著在兩側附有一對翅膀的背包。而在故事中描述亞由10岁時則主要是穿着粉红色毛衣及短裙，頭上則時常戴著巨大的白色蝴蝶结作為裝飾，頭髮長度也比17歲時的亞由本人還要長得一些。此外另一個值得注意的是，亞由本身是一名左撇子。
從小時候開始亞由便以這詞語來自稱，不過在日語中這字詞普遍被一般男性常拿來作為第一人稱代詞，相比之下一般女性並不會拿這詞來自稱。另一方面，亞由其發出「嗚咕」（うぐぅ）的口頭禪更為被人們所熟知，無論是在沮喪、憤怒、恐懼還是發牢騷等等想表達負面情緒時，她都會無意識下的發出这种聲音。亞由她最喜歡的點心為鯛魚燒，而在《Kanon》的劇情之中都有許多她吃鯛魚燒的場景，不過常常因為忘了拿錢包而被誤認為在吃霸王餐。亞由在一些行為舉動方面會令人感到非常奇怪，例如當她在故事一開始於路上見到佑一時便馬上會大叫他的名字，同時馬上向他身邊衝撞過去。但是隨著故事時間的發展，這種撲向他人的行為逐漸變成只敲一下佑一的背後，甚至到了最後時則改成突然出現在佑一的身後並呼喊著他的名字。亞由在某些時候會表現的十分笨拙，例如會動不動就突然摔倒在地上；而在某些時候又會經常表現得對一般事物並沒有基本的常識，例如她便不知道甚麼是行動電話，不過她自己也十分樂於學習這些关于新東西的知識。佑一後來也發現亞由本身十分害怕鬼魂、邪靈或者是魔鬼這類事情，光是聽到有關這些恐怖故事的內容時便會令她感到極為地恐懼；而當她覺得自己身處在令她感到詭異不舒服的環境時，或者是必須在不得已的情況下一個人走夜路回家時，亞由便會開始提心吊膽並動不動因為一些小事情而發出尖叫，對此佑一也常常以一些話語來戲弄亚由而惹來她的抱怨。

## 登場

### 視覺小說
月宮亞由其第一次登場時正被一名賣鯛魚燒的老闆追趕著，之後在商店街上撞倒了作為《Kanon》男主角的相澤佑一。很快的亞由和佑一在幾次的見面之後漸漸成為朋友，同時她也幫助佑一回想起他在7年前剛到這座城鎮遊玩時、兩人第一次相見並成為好友的回憶。在亞由故事劇情裡另一個重要的元素就是亞由一直不斷努力尋找著一樣她所遺失的東西，但對於這東西的實際樣貌無論如何也都記不起來。儘管佑一不斷幫助對此感到煩惱的亞由一同尋找遺失的東西，但是兩人遲遲没有任何進展。然而當亞由和佑一建立了親密關係後不久，亞由想起了過去所有發生的事情，並在毫無徵兆的情況下失蹤。
原來在故事發生的7年前，佑一於他後來被亞由撞倒的相同位置上便已經與亞由有了初次相遇。當時因為母親甫剛逝世使得亞由哭泣不止，為了能夠安慰亞由並紓解內心的憂愁，佑一隨即幫她買了鯛魚燒請她吃並與其一同聊天談話，而在這之後鯛魚燒也成了亞由最喜歡的食物之一。他們兩人在學校放寒假這段期間一同約出來了幾次，而其中一天佑一決定把從選物販賣機裡抓到的天使娃娃送给亞由當作禮物。佑一同時還說他會在他能力所及的範圍內，盡可能幫助亞由實現她的3個願望。亞由第1個願望便是希望佑一永遠不要忘記她，而佑一也答應之後不管發生什麼事都不會忘記亞由。幾天過後佑一把亞由帶到了自己位在森林的秘密基地─一塊種有大樹的林中空地，在秘密基地中亞由許下了她的第2個願望，也就是之後能夠和佑一兩人一同上學。為此他们约定把這棵大樹當成他們共同的「學校」，亞由並在心目中將之想像成一個没有作業和考試、每天午餐都是鯛魚燒的「學校」。在兩人做下之後還要再相見的約定後，亞由決定把天使娃娃裝進罐子裡並埋到樹林的旁邊。到了寒假的最後一天，即將離開這個城鎮的佑一和亞由兩人再次來到了「學校」，就當亞由爬上大樹並坐在其上觀賞附近的風景時，突然一陣大風吹來使得亞由從樹梢上掉了下來，最後重重撞擊到腦部而漸漸失去了意識。這件意外事故使得佑一遲遲無法原諒自己，並在內心中暗自選擇忘記自己這段童年時期的記憶。
在佑一想起了過去發生事情的所有記憶後，他認為亞由已經逝世了並對此感到十分沮丧。這時佑一回想起了亞由埋起来的天使娃娃，他決定聚集自己的朋友們並一同將它找出來。最终佑一找到了娃娃並且將之修復，當他拿着娃娃回到了大樹已經遭到砍伐的秘密基地時再次見到了亞由。兩人含著眼淚再次相聚後佑一想起了天使娃娃的事情，並告訴亞由她還有第3个願望尚未許下。然而亞由卻許下了希望佑一忘掉她的所有事情，並且重新好好面對未來生活的願望，兩人於緊緊拥抱之後亞由再次消失。但後來在水瀨秋子的話語之中，佑一得知亞由其實並沒有因為先前的意外死去，而是在這7年的時光中不斷在醫院裡昏迷著，而之前他所遇到的亞由身影則是因為亞由深深的懷念所產生的生靈。佑一之後前往醫院探望仍然昏迷的亞由，而在探訪的過程中亞由奇蹟般地再次甦醒，兩個人便一同走出醫院並決定共同住在佑一的家中。後記之處則是亞由去一家理髮院修剪自己在昏迷時不斷增長的頭髮，一時忽略反而不小心讓頭髮修剪得太短，而被佑一笑著評論說留著跟一般小學男生的頭髮差不多的長短。

### 其他作品

於《AIR》動畫中客串出場的亞由（左側）、名雪（中間）和真琴（右側）。

在由《Kanon》遊戲劇情改編的許多形式的作品中，亞由都有在裡面或多或少出場過，其中包括有輕小說、廣播劇、漫畫和動畫等等。在由《Kanon》故事劇情所改編的5本輕小說之中，最後一本《陽光照耀的街道》（日溜まりの街）主要講述的便的是亞由的故事內容。而在《Kanon》在其推出的15部廣播劇系列之中，有2部便是直接以亞由為主要劇情之外，此外在其中5部的廣播劇內容也出現與她相關的內容。另外在《Kanon》第1部漫畫作品中，亞由則被當作漫畫的主要角色，而在该系列作品的5名女主角中只有亞由被詳細描寫了劇情發展，同時漫畫的後半段也是改編自亞由路線其結局部分。不過在第2部漫畫作品中，亞由則只於最後一章中作為關鍵角色登场，但是在這一章中其所出現過的篇幅仍然只僅次於水瀨名雪而位居第2名。此外亞由的形象也在許多其他《Kanon》延伸的漫畫選集作品中登場。
動畫部分，2002年東映動畫製作了第1部動畫版本的《Kanon》，作品在樋上至原畫創作的基礎上、由大西陽一擔任動畫的人物設定。到了2006年時，京都動畫也推出了第2部《Kanon》動畫版本作品，在新的版本中除了畫面呈現的質量上有所提高外，在故事的發展部分也描述的更為詳盡。京都動畫所製作的《Kanon》動畫同樣是在樋上至自己的人物創作基礎上，由池田和美負責整部動畫的人物設定。在這兩個動畫版本中，亞由都是擔任故事的第一女主角並最终都與佑一陷入了戀情。
亞由除了在《Kanon》系列作品之中登場外，在許多作品中都有客串出場過；也因此不僅僅是在日本當地，在西方世界中亞由也成了一名相當著名的角色。而在一些評論中也認為亞由「和其他動畫或者是成人遊戲的角色相比，她在《Kanon》原作之外客串出場得頻率還要來得許多。」亞由也曾經在許許多多同人遊戲中出場，其中包括著名的《GLOVE ON FIGHT》和《永恆格鬥Zero》等遊戲。而在Key另一部作品《AIR》其動畫版本第2話之中，亞由也和水瀨名雪以及澤渡真琴三人一同友情客串演出，飾演當時正在和作為《AIR》男主角的國崎往人交談的3名普通學生。此外在《Kanon》遊戲的官方設定本之中，Key曾經計畫準備發售另一款暫定命名為「Angel Maker」（エンジェルメーカー）的社交模擬遊戲，在這款遊戲中便設定由年僅10歲的亞由擔任唯一女主角。最初這款遊戲定於2000年1月30日發售，但是後來Key就再也没有提到相關的計畫細節。其他亞由亦曾登場的遊戲還包括作為動作遊戲、角色扮演遊戲和猜謎遊戲等。

## 歌曲
亞由其角色曲為《日光照耀的街道》（日溜りの街），在《Kanon》遊戲中主要作為亞由出場時固定的背景旋律；而另一首由相同曲子改編而成的類似版本，則同樣在京都動畫所推出的《Kanon》動畫版本之中使用。在亞由于視覺小說或者京都版本的動畫中首次登场時，兩首曲子也是首次於各自的媒體之中进行演奏。這首曲子主要由Key所屬的主要作曲家折戶伸治作曲，同時也是《Kanon ORIGINAL SOUNDTRACK》內所有原聲音樂之中最長的一首，整首歌曲全部總計長達3分又4秒，而在《Kanon》推出的音樂專輯《Kanon original arrange album 「anemoscope」》和《Kanon arrange best album 「recollections」》中還收錄了戸越まごめ另外製作的重混版本。《日光照耀的街道》採用四分之四拍的降E大調，速度則為每分鐘160拍。整個曲子主要使用合成器來協助創作，音樂則以鋼琴作為主要的基本旋律，中間穿插有小提琴、顫音琴和打擊樂器等作為伴奏。在《Kanon ORIGINAL SOUNDTRACK》所附贈的官方小冊子之中，作曲者折户伸治對於其中的音樂評論為：「這可能是在所有主題曲之中我最喜歡的一首角色曲……我覺得在這首曲子裡打擊音樂的表現十分的好。」

## 影響

### 引用作品
著名的英語線上漫畫《大東京》便從《Kanon》中得到許多創作靈感，也連帶使得亞由的相關形象多次出現在漫畫中。例如在第67話《存檔點》（Saving Points）中，背景部分便出現了亞由正準備吃鯛魚燒的畫面。不過《大東京》的創作者費特·加拉格在即將出版書面漫畫第1卷時提到，實際上這話後方的背景主要是源自於《Kanon》同人誌《Quarter Iceshop》中的一個場景。而在第224話《收藏起來》（packing away）之中，則出現了以加拉格自己為原型的漫畫男主角背着亞由天使背包的畫面，並在故事中冒出了亞由著名的口頭禪「嗚咕」，另外在作品中還聲明這個背包為「《Kanon》官方的翅膀背包」。
亞由的形象也被許多日本動畫作品引用，例如在《阿倍野橋魔法商店街》第8話之中便對《Kanon》和當時其它著名成人遊戲做了戲仿。在這一話中GAINAX特別邀請了亞由的聲優配音堀江由衣，由她在動畫中飾演另一名以亞由為原型的角色，在故事後半段也故意提到了「一同吃鯛魚燒」且發出「嗚咕」聲音的劇情安排。而在《幸運☆星》第4話之中，泉此方在向黑井老師提到遲到的原因時，便說是因為在路上遇到了一名被賣鯛魚燒的大叔追趕的少女，為了保護少女兩人一同躲在咖啡廳內而使得她不小心遲到了。而黑井老師在聽完此方的解释後嘆了一口氣，同時也無奈地發出「嗚咕」的聲音。而同樣在《幸運☆星》第13話中，此方在抱怨寒假事情太多而被柊鏡罵後，裝無辜的此方身後也出現了亞由的翅膀背包，同時嘴巴亦發出了「嗚咕」的聲音。另外在《CODE-E》的第11話中半段，一名外表與亞由十分相像的角色則出現在漫畫封面之中。

### 人物評價
動畫新聞網評論者的塞隆·馬丁（Theron Martin）在觀賞完整部京都動畫版本的動畫作品後發表評論，表示他認為亞由这个角色「由於其認真到令人感到可愛這點，讓一部分觀眾对其十分喜愛」。同時在同一篇評論中，他還提到了亞由的翅膀造型背包讓她的萌屬性「具有強大的殺傷力」。而英語版的《Newtype》則在其中一篇介紹《Kanon》動畫的影評中寫道：「當亞由正快樂地吃著她最喜歡的鯛魚燒時彷彿會放射出耀眼的光芒一般，而看到她如此可愛的模樣也讓人情不自禁地想去捏她的臉蛋。」

### 商品銷售
2007年時，陸續有廠商各自設計了4種不同造型的亞由手辦模型。第一個角色模型由Movic於1月29日推出，除了人物模型之外還附贈了穿著聖誕老人裝扮的亞由Q版手辦。第二個版本則由Russian Blue（ロシアンブルー）于7月2日發行，而到了8月6日壽屋則推出了第三個亞由模型的版本，不過後者在外型設計上是直接採用先前所發售過的手辦來銷售的再度生產版本。之後MAX FACTORY也于10月19日正式發售了第四個亞由的人物模型時，而這也是4個角色模型之中最贵的一個。
2007年6月24日，一迅社推出了京都動畫版本的《Kanon》官方畫冊（Art book），同時也在販售時也附加推出了官方的「嗚咕」CD光碟。在CD光碟中收錄了京都動畫製作的《Kanon》版本裡所有86種的「嗚咕」聲音，而這些聲音都是由當時擔任動畫聲優的堀江由衣所录制。整片CD的播放長度有10分鐘，但由於實際上每一次「嗚咕」聲音的發出其時間並不會長於2秒鐘左右，這使得整片CD播放時會有近三分之一的時間是呈現空白的狀態。